# Harkumeer
Het Harkumeer (Estisch: Harku järv, in het Duits vroeger wel Harkscher See genoemd) is een meer in het westelijk deel van Tallinn, de hoofdstad van Estland. Alternatieve Estische namen voor het meer zijn Haabersti järv, Loodjärv en Argo järv. Het bevindt zich in de wijk Pikaliiva, die deel uitmaakt van het stadsdistrict Haabersti. Ten westen van het meer ligt het dorp Harkujärve in de gemeente Harku.

## Geografie

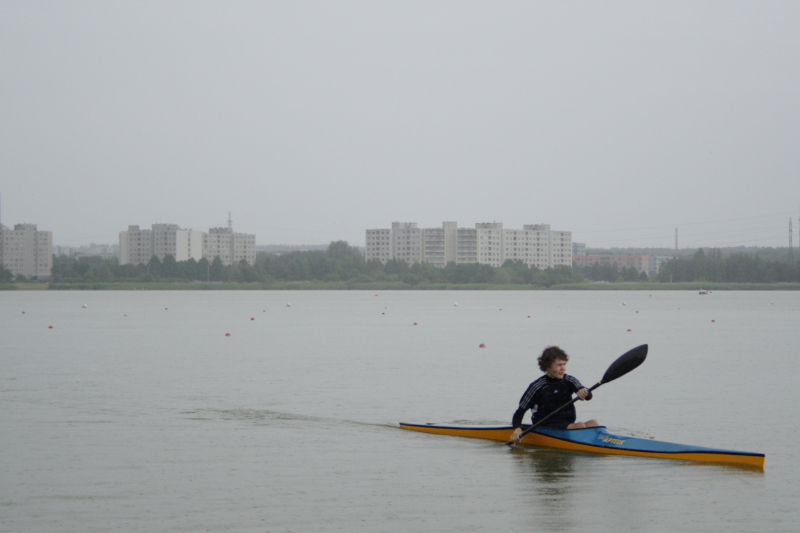
Kanovaren op het Harkumeer

Het Harkumeer ligt op een hoogte van 0,9 meter boven de zeespiegel, op een afstand van ca. 3 km van de Oostzee. De oppervlakte is 1,6 km². Het meer is gemiddeld maar 1,6 meter diep; het diepste punt is 2,5 meter. De enige watertoevoer komt van de beek Harku met een stroomgebied van ca. 50 km².
Het meer is ongeveer 2000 jaar geleden ontstaan, toen het land steeg en de verbinding met de Oostzee verbroken werd.
Het meer is geliefd bij vissers en watersporters. Regelmatig zijn hier motorbootraces. In de winter worden sinds 2007 op het bevroren Harkumeer jaarlijks de wereldkampioenschappen ijscricket gehouden.